# Estrobilurina
Les estrobilurines, en anglès: Strobilurins, són un grup de compostos químics usats en agricultura com fungicides. Formen part d'un grup més gran d'inhibidors de QoI, els quals actuen inhibint la cadena respiratòria al nivell del Complex III.
Algunes estrobilurines són azoxistrobina, kresoxim-metil, picoxistrobina, fluoxastrobina, orizastrobina, dimoxistrobina, piraclostrobina i trifloxistrobina.
Les estrobilurines representen un gran desenvolupament en els fungicides basats en els fongs Van ser extrets del bolet Strobilurus tenacellus. Tenen un efecte supresor en altres fongs, en la competició pelsr nutrients; inhibeixen la transferència electrònica en els mitocondris, interrompent el metabolisme i evitant-ne el creixement.
Les estrobilurines són principalment fungicides per contacte s'absorbeixen dins la cutícula i no es transporten més enllà.

## Galeria d'estructures d'estrobilurines

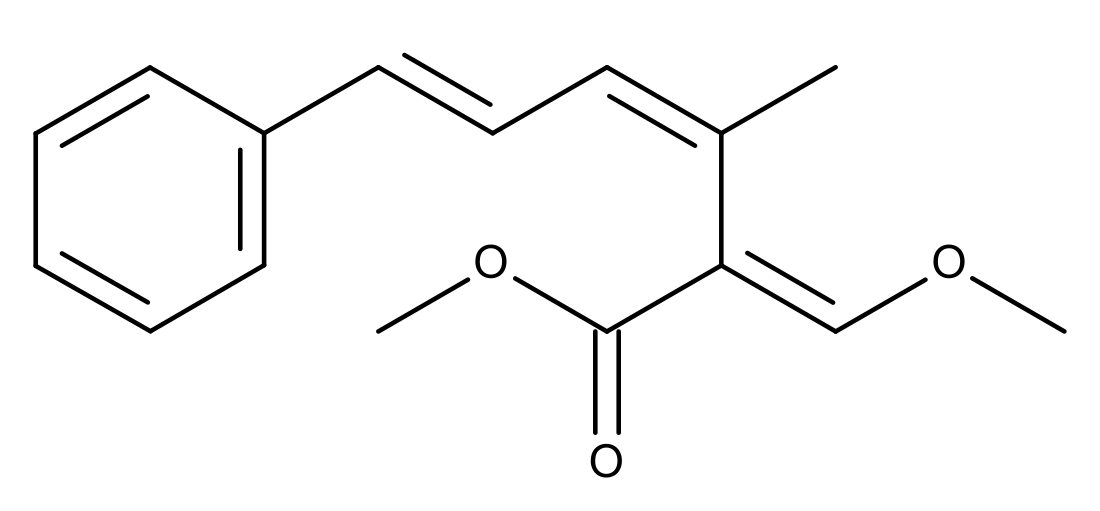
Strobilurin A
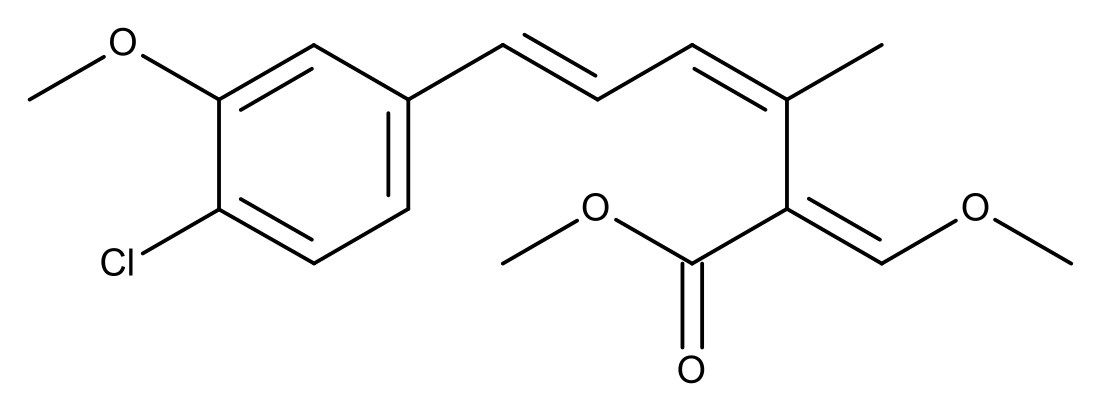
Strobilurin B
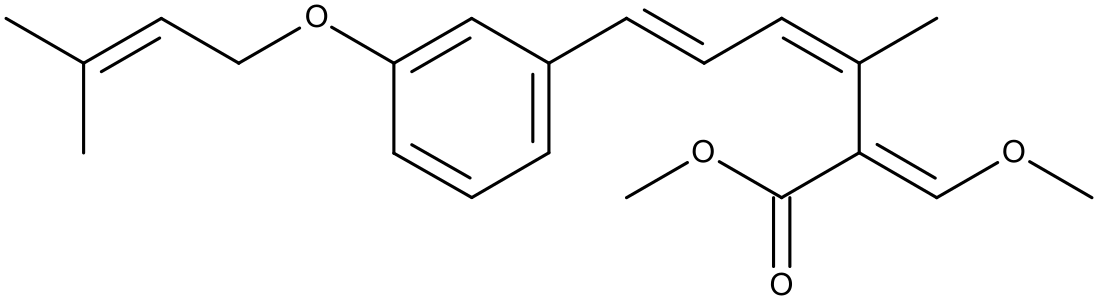
Strobilurin C
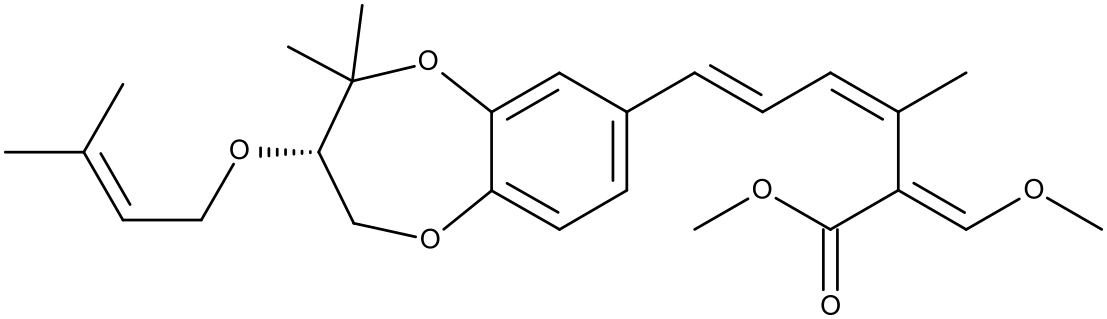
Strobilurin D
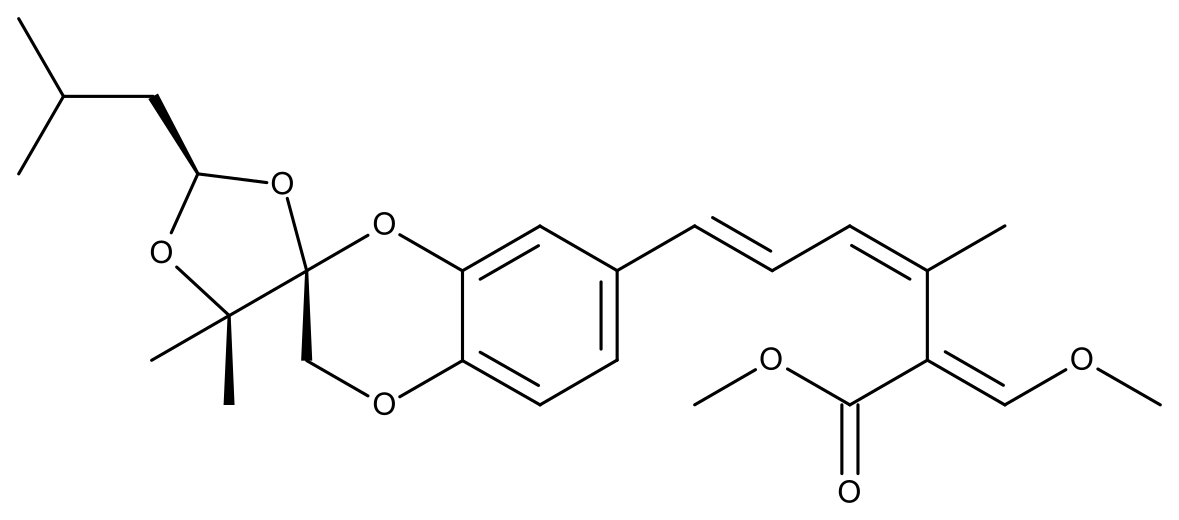
Strobilurin E
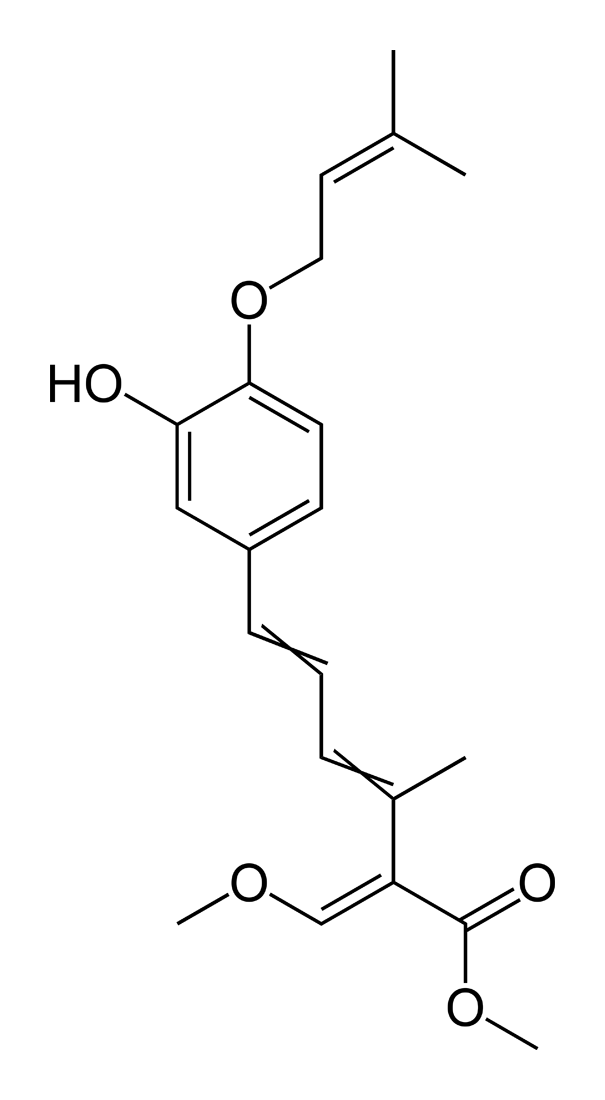
Strobilurin F
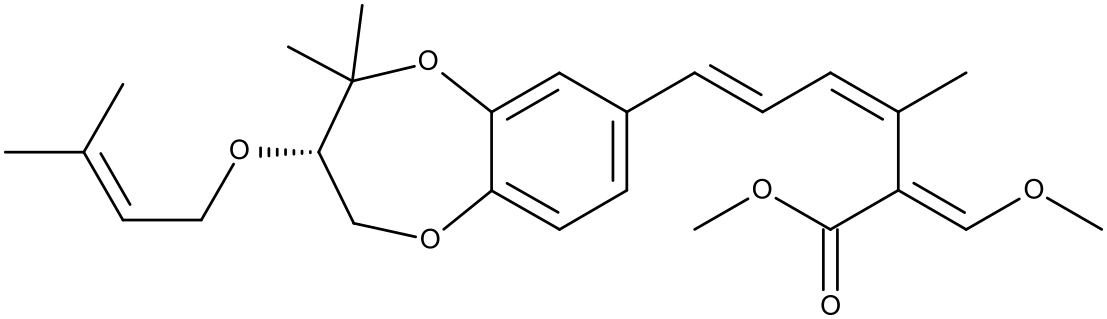
Strobilurin G
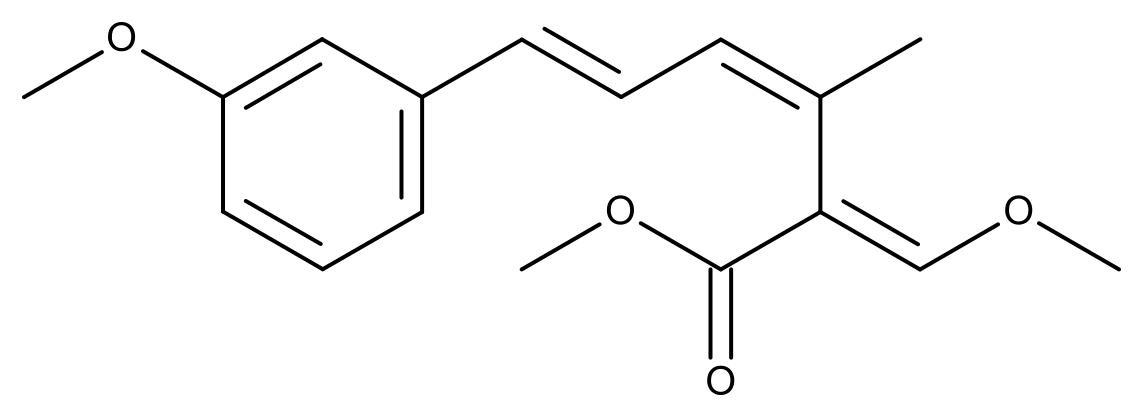
Strobilurin H
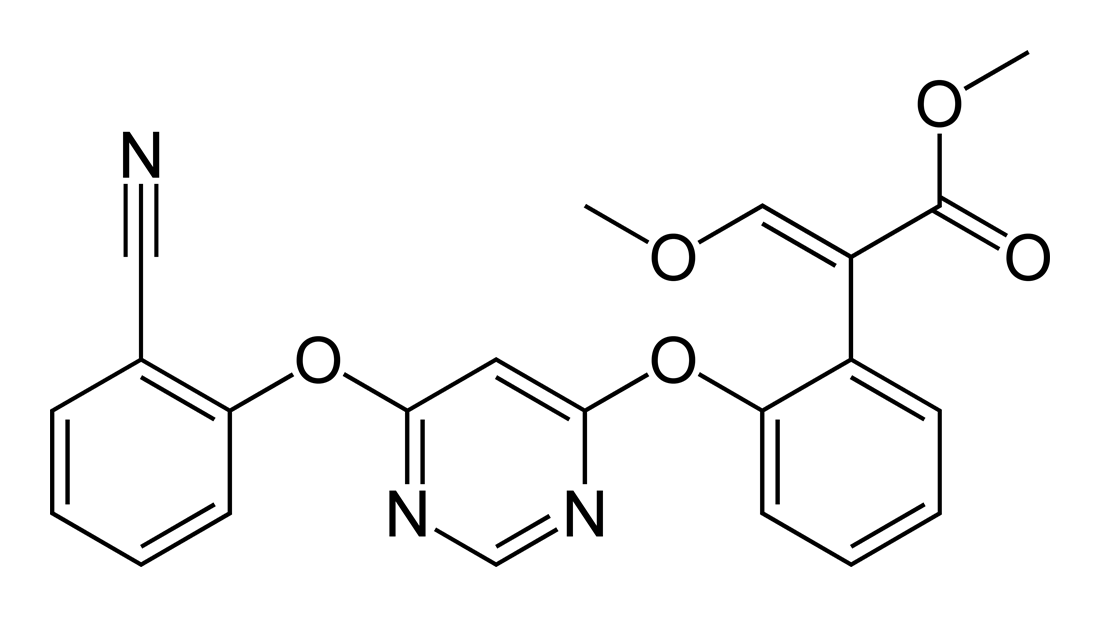
Azoxystrobin
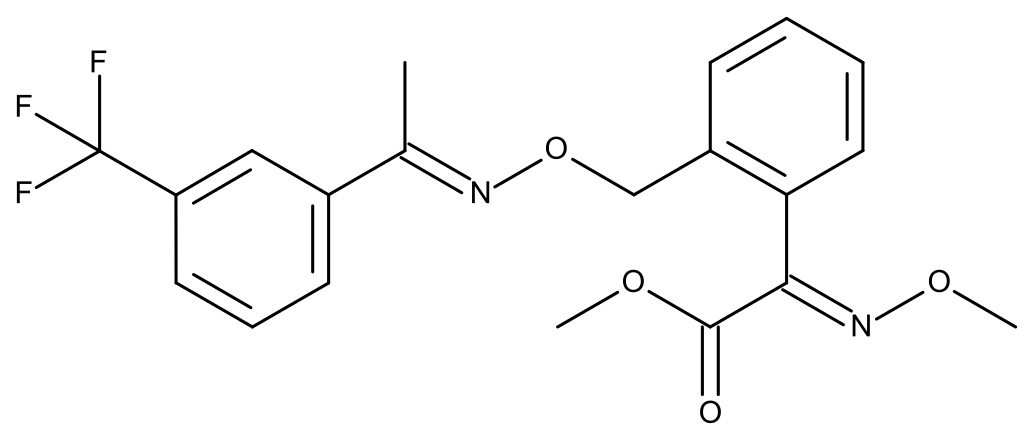
Trifloxystrobin
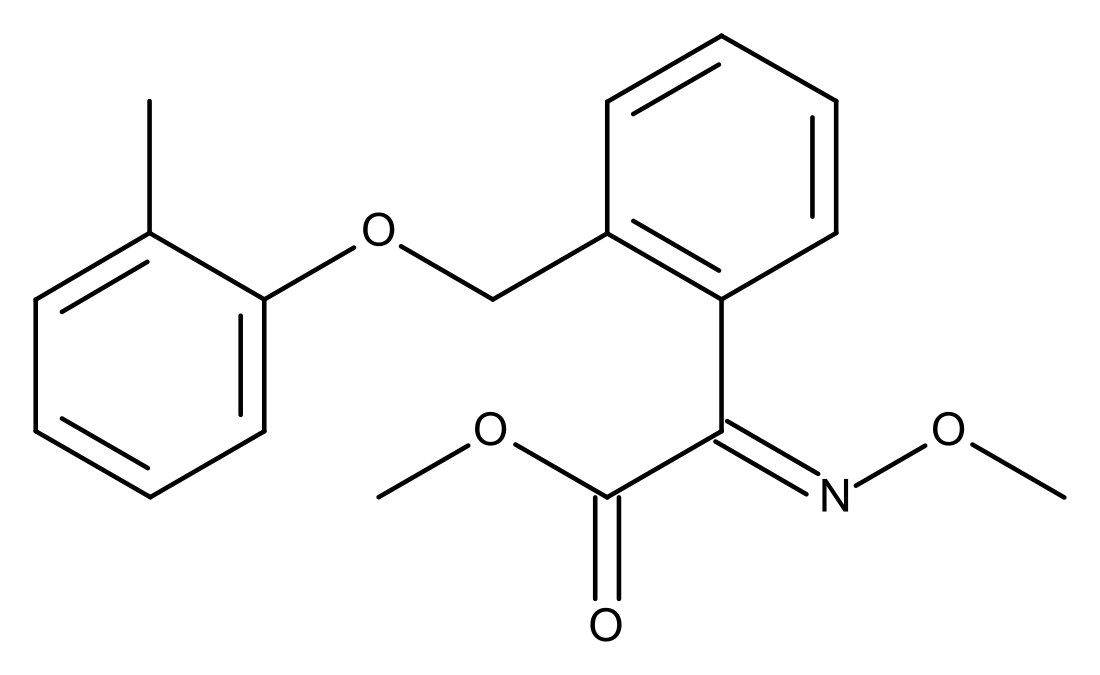
Kresoxim methyl